# ارماندو بوليدو
ارماندو بوليدو (بالإسبانية: Armando Pulido Izaguirre)‏ (25 مارس 1989 في المكسيك - ) هو لاعب كرة قدم مكسيكي في مركز الهجوم. لعب مع نادي تيخوانا.

## وصلات خارجية
- ارماندو بوليدو على موقع قاعدة بيانات كرة القدم.إي يو (الإنجليزية)
- ارماندو بوليدو على موقع Soccerway.com (الإنجليزية)